# Shenzhouraptor
Shenzhouraptor – rodzaj wymarłych prymitywnych ptaków żyjących we wczesnej kredzie na terenie dzisiejszych Chin. Opisano jeden należący do niego gatunek – Shenzhouraptor sinensis, klasyfikowany też jako Jeholornis prima – dwie niezależne publikacje opisujące ten gatunek ukazały się w tym samym miesiącu 2002 roku.
Znaleziony w formacji Yixian wieku barrem – wczesny apt (około 130–123 mln lat temu) w prowincji Hebei, opisany na bazie kilku okazów.
Szkielet generalnie ptasi, o trochę większym podobieństwie do współczesnych ptaków niż archeopteryks, jednak cechują go też cechy gadzie: długie palce kończyn przednich, długie kończyny tylne i długi ogon z wyraźnymi kręgami. Pod względem adaptacji do lotu bardzo zbliżony do rodzaju Confuciusornis. Odciski piór pokazują, że w odróżnieniu od Confuciusornis, Shenzhouraptor miał szerokie, zaokrąglone skrzydła podobne do współczesnego jastrzębia lub kury. Ogon okazu V13350 z kolekcji chińskiego Instytutu Paleontologii Kręgowców i Paleoantropologii posiada w końcowej części pęk piór przypominających szczecinę podobnie jak ma to miejsce u Caudipteryx.
Widoczne są różnice anatomiczne pomiędzy różnymi okazami zaliczanymi do omawianego rodzaju, będące być może efektem różnic ontogenetycznych. Zawartość żołądka okazu opisanego jako Jeholornis zawierała resztki nasion. Okaz ten posiadał także drobne zęby, podczas gdy trochę większy okaz opisany pod nazwą Shenzhouraptor miał dziób bezzębny, podobny do dzioba rodzaju Jixiangornis.